# Badea Clifford Chance
Badea Clifford Chance este o casă de avocatură de business din România înființată în anul 2009, prin fuziunea dintre casa de avocatură Badea & Asociații și biroul din România al Clifford Chance.
Casa de avocatură Badea & Asociații activează pe piață din anul 2002, fiind fondată de Dan Badea și Nadia Badea.
Cifra de afaceri în 2008: 6,3 milioane Euro.